# 加東市立滝野中学校
加東市立滝野中学校（かとうしりつ たきのちゅうがっこう）は、兵庫県加東市下滝野にある公立中学校。
北側から校舎を見ると見える青い鉛筆がシンボルとなっている。

## 沿革
- 2006年（平成18年） - 滝野町が合併により加東市となったことに伴い、現校名に改称。
- 2015年（平成27年） - 屋上に太陽光パネル設置。

## 部活動

### 運動部
- 野球部
- ソフトテニス部
- サッカー部
- バレーボール部
- バスケットボール部
- 女子卓球部

### 文化部
- 吹奏楽部
- 科学園芸部

## 交通アクセス
- JR加古川線滝野駅より徒歩約15分

## 周辺の施設
- 加東市滝野庁舎
- 兵庫県立播磨中央公園

## 周辺の道路
- 兵庫県道145号下滝野市川線
- 兵庫県道349号市場多井田線

## 著名な出身者
- 山口衛里

## 通学区域が隣接している学校
- 加東市立社学園小中学校
- 小野市立河合中学校
- 加西市立加西中学校
- 加西市立泉中学校
- 西脇市立西脇南中学校